# アルテム・ダラキアン
アルテム・ダラキアン（ウクライナ語: Артем Далакян,英語: Artem Dalakian、1987年8月10日 - ）は、ウクライナのプロボクサー。バクー出身。元WBA世界フライ級王者。
入場曲はボン・ジョヴィのIt's My Life。

## 来歴
2011年8月26日、プロデビュー戦を行い3回TKO勝ちを収めた。
2017年4月22日、キエフのパーコヴォイ・コンベンション・センターにてルイス・マヌエル・マシアスと対戦し、6回KO勝ちを収めWBAコンチネンタル王座の4度目の防衛に成功した。
2017年8月1日、WBAはWBA世界フライ級王者の井岡一翔と同級1位のダラキアンに対し、指名試合を行うよう指令を出した。交渉期限は同年7月31日から30日間で、対戦交渉で合意に至らなければ入札になることを明かした。しかし2017年11月9日付で井岡はWBA世界フライ級王座を返上した。しかし、同月13日にWBAが井岡一翔のWBA世界同級王座の返上を公式サイト上で発表したため、試合は中止となった。
2018年2月24日、カリフォルニア州イングルウッドのザ・フォーラムで行われた「SUPER FLY2」で井岡一翔の王座返上に伴いWBA世界フライ級2位のブライアン・ビロリアとWBA世界同級王座決定戦を行い、12回3-0（118-109×3）の判定勝ちを収め王座を獲得した。この試合でダラキアンは2万5千ドル（約270万円）、ビロリアは5万ドル（約530万円）のファイトマネーを稼いだ。
2018年2月28日、WBAは王者になったダラキアンと元WBA世界フライ級暫定王者で同級1位の指名挑戦者ヨーッモンコン・ウォー・センテープに対し同月26日から指名試合に関する対戦交渉を行い、30日以内（同年3月27日まで）に対戦することで合意するよう指令を出した。
2018年6月17日、キエフのパーコヴォイ・コンベンション・センターにて元WBA世界フライ級暫定王者でWBA世界同級1位のヨーッモンコン・ウォー・センテープとWBA世界同級タイトルマッチを行い、8回2分54秒TKO勝ちを収め初防衛に成功した。
2018年12月16日、キエフのパーコヴォイ・コンベンション・センターにてWBA世界フライ級4位のグレゴリオ・レブロンとWBA世界同級タイトルマッチを行い、5回2分46秒TKO勝ちを収め2度目の防衛に成功した。
2019年6月15日、パーコヴォイ・コンベンション・センターにてWBA世界フライ級1位でPABA同級暫定王者のデンナパー・キャットニワットとWBA世界同級タイトルマッチを行い、10回2分8秒TKO勝ちを収め3度目の防衛に成功した。
2020年2月8日、キエフのパーコヴォイ・コンベンション・センターでWBA世界フライ級12位のホスベル・ペレスとWBA世界同級タイトルマッチを行い、12回3-0 (118-110、117-111×2) の判定勝ちを収め4度目の防衛に成功した。
2021年11月20日、キエフでWBA世界フライ級1位のルイス・コンセプシオンと約1年9か月ぶりの試合およびWBA世界同級タイトルマッチを行い、9回41秒TKO勝ちを収め5度目の防衛に成功した。
2023年1月28日、ロンドンのウェンブリー・アリーナでアルツール・ベテルビエフVSアンソニー・ヤードの前座でWBA世界フライ級1位で元ゴールド王者のダビ・ヒメネスと約1年2か月ぶりの試合およびWBA世界同級タイトルマッチを行い、12回3-0(115-113×2、116-112)判定勝ちを収め6度目の防衛に成功した。
2024年1月23日、初来日試合として大阪府立体育会館第一競技場でWBA世界フライ級1位で指名挑戦者のユーリ阿久井政悟と約1年ぶりの試合およびWBA世界同級タイトルマッチを行うも、プロ初黒星となる12回0-3（112-116、109-119、111-117）判定負けを喫し7度目の防衛に失敗、6年間保持してきた王座から陥落した。

## 戦績
- プロボクシング：23戦 22勝 (15KO) 1敗

| 戦           | 日付           | 勝敗 | 時間     | 内容    | 対戦相手                           | 国籍           | 備考                                    |
| ------------ | -------------- | ---- | -------- | ------- | ---------------------------------- | -------------- | --------------------------------------- |
| 1            | 2011年8月26日  | ☆    | 3R       | TKO     | アルトゥール・オガネシアン         | ウクライナ     | プロデビュー戦                          |
| 2            | 2012年1月10日  | ☆    | 4R       | 判定3-0 | セルゲイ・タシモフ                 | エストニア     |                                         |
| 3            | 2012年5月2日   | ☆    | 5R 1:38  | TKO     | レヴァン・ガリバシュビリ           | ジョージア     |                                         |
| 4            | 2012年6月21日  | ☆    | 4R       | TKO     | セルヒィ・チェカロフ               | ウクライナ     |                                         |
| 5            | 2012年7月27日  | ☆    | 6R       | 判定3-0 | キルロ・コロモイツェフ             | ウクライナ     |                                         |
| 6            | 2012年11月10日 | ☆    | 2R       | TKO     | ガリン・パウノフ                   | ブルガリア     |                                         |
| 7            | 2013年4月5日   | ☆    | 1R       | TKO     | デビット・カナラス                 | ハンガリー     | WBAインターナショナルフライ級王座決定戦 |
| 8            | 2013年8月24日  | ☆    | 12R      | 判定3-0 | フアン・プリシマ                   | フィリピン     | WBAインターナショナル防衛1              |
| 9            | 2014年1月24日  | ☆    | 8R       | TKO     | クィルヨロ・コロモイツェフ         | ウクライナ     |                                         |
| 10           | 2014年11月22日 | ☆    | 2R       | TKO     | マルクハツ・タトゥリシビリ         | ジョージア     |                                         |
| 11           | 2015年7月17日  | ☆    | 12R      | 判定3-0 | アンヘル・モレノ                   | スペイン       | WBAコンチネンタルフライ級王座決定戦     |
| 12           | 2015年12月5日  | ☆    | 1R       | TKO     | ロベルト・カナラス                 | ハンガリー     | WBAコンチネンタル防衛1                  |
| 13           | 2016年5月14日  | ☆    | 4R       | TKO     | シルビオ・オルティアーヌ           | ルーマニア     | WBAコンチネンタル防衛2                  |
| 14           | 2016年11月6日  | ☆    | 3R       | TKO     | ジョセフ・アジャタイ               | ハンガリー     | WBAコンチネンタル防衛3                  |
| 15           | 2017年4月22日  | ☆    | 6R       | TKO     | ルイス・マヌエル・マシアス         | メキシコ       | WBAコンチネンタル防衛4                  |
| 16           | 2018年2月24日  | ☆    | 12R      | 判定3-0 | ブライアン・ビロリア               | アメリカ合衆国 | WBA世界フライ級王座決定戦               |
| 17           | 2018年6月17日  | ☆    | 8R 2:54  | TKO     | ヨーッモンコン・ウォー・センテープ | タイ           | WBA防衛1                                |
| 18           | 2018年12月16日 | ☆    | 5R 2:46  | TKO     | グレゴリオ・レブロン               | ドミニカ共和国 | WBA防衛2                                |
| 19           | 2019年6月15日  | ☆    | 10R 2:08 | TKO     | デンナパー・キャットニワット       | タイ           | WBA防衛3                                |
| 20           | 2020年2月8日   | ☆    | 12R      | 判定3-0 | ホスベル・ペレス                   | ベネズエラ     | WBA防衛4                                |
| 21           | 2021年11月20日 | ☆    | 9R 0:41  | TKO     | ルイス・コンセプシオン             | パナマ         | WBA防衛5                                |
| 22           | 2023年1月28日  | ☆    | 12R      | 判定3-0 | ダビ・ヒメネス                     | コスタリカ     | WBA防衛6                                |
| 23           | 2024年1月23日  | ★    | 12R      | 判定0-3 | ユーリ阿久井政悟（倉敷守安）       | 日本           | WBA陥落                                 |
| テンプレート |                |      |          |         |                                    |                |                                         |

## 獲得タイトル
- WBAインターナショナルフライ級王座
- WBAコンチネンタルフライ級王座
- WBA世界フライ級王座（防衛6）